# Robert Ainsworth
Robet Ainsworth (Woodyale, 1660-1743) fue un gramático inglés. 
Dirigió con éxito muchas escuelas de Londres y compuso varias obras clásicas que tuvieron gran aceptación. La más conocida es su diccionario latino-inglés publicado por primera vez en 1736 y reimpreso a menudo, con adiciones en 1830. Se entregó así mismo con ardor a al estudio de las antigüedades. 